# أوكسانا جريشينا
أوكسانا جريشينا (الروسية: Гришина, Оксана Юрьевна) هي درّاجة روسية. شاركت في دورة الألعاب الأولمبية الصيفية وفازت بميدالية أولمبية.

## روابط خارجية
- أوكسانا جريشينا على موقع أرشيف الدراجات (الإنجليزية)
- أوكسانا جريشينا على موقع أوليمبيديا (الإنجليزية)
- Profile